# Deltagolven

Deltagolven in een EEG van 1 seconde

Deltagolven zijn hersengolven van hoge amplitude en een frequentie van tussen de 0,5 en de 4 hertz. Deltagolven kunnen worden gemeten met een elektro-encefalogram. Deltagolven worden geassocieerd met fase 3 van de non-remslaap, de zogenaamde diepe slaap.
Op volwassen leeftijd laten vrouwen meer deltagolven zien dan mannen, omdat de hoeveelheid deltagolven bij mannen afneemt. Dit geldt ook bij andere diersoorten.